# 伊斯布里內特山
73°9′S 4°28′W / 73.150°S 4.467°W
伊斯布里內特山是南極洲的山峰，位於東部南極洲的毛德皇后地，由挪威的製圖師根據測量和空中照片繪入地圖，現時受南極條約體系管理。